# Zong Pu
Zong Pu (xinès: 宗璞; pinyin: Zōng Pú) (Pequín 1928 -) nom de ploma de l'escriptora xinesa Feng Zhongpu (xinès tradicional: 馮鍾璞; xinès simplificat: 冯钟璞; pinyin: Féng Zhōngpú). Guanyadora del Premi Mao Dun de Literatura de l'any 2005 per la seva novel·la "Dong cang ji " traduïda a l'anglès com Hiding in the East. Considerada com una de les grans escriptores xineses de la segona meitat del segle xx.

## Biografia
Va néixer a Pequín el 26 de juliol de 1928. Va créixer en un ambient intel·lectual, filla del filòsof Feng Youlan (冯友兰), germà de l'escriptora Feng Yuanjun (冯沅君). Feng Youlan va tenir una influència decisiva en el pensament xinès de finals dels anys 30, revitalitzant-lo en un sentit neo-confucianista, i Feng Yuanjun, per la seva banda, era una autoritat en la literatura i el teatre clàssics.
Quan el 1937 va esclatar la segona guerra sinojaponesa, va haver de deixar l'escola i, el 1938, va fugir amb la seva mare i els seus tres germans a Kunming, on el seu pare va anar a ensenyar a la Universitat Federada Nacional del Sud-oest (西南 联合 大学), i no va tornar a Pequín fins al final de la guerra. Va estudiar durant dos anys a la Universitat Nankai de Tianjin, i després, el 1948, va ser admesa al departament de llengües estrangeres a la Universitat Tshinghua on es va llicenciar en literatura anglesa el 1951.
Els seus coneixement de francès li van permetre participar en discussions acadèmiques sobre Julien Sorel el personatge protagonista de l'obra de Stendhal, "El roig i el negre" que va fascinar el món de les lletres xineses en aquells moments.
Durant la guerra de Corea, va fer propaganda anti-americana en fàbriques de la capital.
El 1969 es va casar amb Cai Zhongde (蔡仲德), professor del Conservatori Central de Música i autor de diverses obres sobre la història de l'estètica de la música xinesa. (红豆);

### Carrera literària
Va començar la seva carrera a la dècada de 1950 amb la publicació l'any 1948 del seu primer relat "Dagongbao 大公报" a Tianjin, el 1953 va deixar d'escriure, excepte en el període de la "Campanya de les Cent Flors", quan va escriure 红豆 Hong dou (Red Beans).
Entre el 1956 i el 1958 va fer d'editora de literatura estrangera en la revista Wenyibao 文艺 报. Va tornar a escriure després de la Revolució Cultural, amb obres remarcables des de 1978.
El seu treball està molt arrelat en la cultura tradicional xinesa, però també inspirat en la immersió en cultures estrangeres. Ha escrit prosa, poesia, llibres infantils i un llibre de viatges.
Part de la seva obra que també s'emmarca dins el corrent de la "literatura de les cicatrius", incorpora totes les vivències resultants de la Revolució Cultural, amb la narració, no tant de les atrocitats comeses, si no del dany profund que es va produir en les relacions entre individus, amics o familiars i, sobretot, per les nefastes conseqüències sobre la mentalitat dels joves.

#### Obres destacades
- 1957: 红豆 Hong dou (Red Beans)
- 1978: 弦 上 的 梦 Xian shang de meng (Dream on the Strings) que va obtenir el Premi a la millor novel·la de l'any
- 1980: 三生 石 Sanheng shi (Everlasting Rock)
- 1979: 我 是 谁 wo shi shui (Who am I)
- 1980: 鲁鲁 (Lulu)
- 1985: (A Head in the Marshes)
- 1988: Nan du ji (Heading South)
- 2001: Dong cang ji (Hiding in the East)

Hi ha una obra traduïda al castellà "Ocho escritoras chinas: vida cotidina en la china de hoy", que inclou un relat de Zong Pu.